# Holy Land (Angra)
Holy Land är det brasilianska heavy metal-bandet Angras andra studioalbum, utgivet våren 1996 av skivbolaget Rising Sun Productions. Inspelningen skedde för det mesta i Kai Hansens Studios i Hamburg.

## Låtförteckning
1. "Crossing" (instrumental) (Giovanni Pierluigi da Palestrina) – 1:57
2. "Nothing to Say" (Andre Matos, Kiko Loureiro, Ricardo Confessori) – 6:21
3. "Silence and Distance" (Matos) – 5:36
4. "Carolina IV" (Matos, Rafael Bittencourt, Loureiro, Confessori, Luís Mariutti) – 10:36
5. "Holy Land" (Matos) – 6:27
6. "The Shaman" (Matos) – 5:23
7. "Make Believe" (Bittencourt, Matos) – 5:53
8. "Z.I.T.O." (Matos, Bittencourt, Loureiro) – 6:05
9. "Deep Blue" (Matos) – 5:47
10. "Lullaby for Lucifer" (Bittencourt, Loureiro) – 2:48

## Medverkande
Musiker (Angra-medlemmar)
- Andre Matos – sång, keyboard, piano, orgel, orkesterarrangemang
- Kiko Loureiro – gitarr, percussion, bakgrundssång
- Rafael Bittencourt – gitarr, percussion, bakgrundssång
- Luís Mariutti – basgitarr
- Ricardo Confessori – trummor, percussion

Bidragande musiker
- Mônica Thiele – sång (alt)
- Celeste Gattai – sång (sopran)
- Reginaldo Gomes – sång (bas)
- The Farrambamba Vocal Group – kör
- Naomi Munakata – dirigent
- Sascha Paeth – keyboard, programmering, orkesterarrangemang
- Paulo Bento – flöjt
- Pixu Flores – berimbau
- Ricardo Kubala – viola
- Castora – visselpipa, tamborim, percussion
- Holger Stonjek – kontrabas

Produktion
- Charlie Bauerfeind – producent, ljudtekniker, ljudmix
- Sascha Paeth – producent, ljudtekniker
- Antonio D. Pirani – exekutiv producent
- Tuto Ferraz – produktion (latinska rytminstrument; congas, djembe, timbales, claves, triangel, repinique, tom-tom)
- J. Alberto Torquato – omslagskonst
- Rui Mendes – foto